# Saint-Félix-de-Lunel
Saint-Félix-de-Lunel – miejscowość i gmina we Francji, w regionie Oksytania, w departamencie Aveyron. W 2013 roku jej populacja wynosiła 421 mieszkańców. Na terenie gminy Saint-Félix-de-Lunel, w pobliżu osady Lunel, na północ od wzniesienia Pic de Kaymard swoje źródła ma struga Ouche. 